# HLA-A24

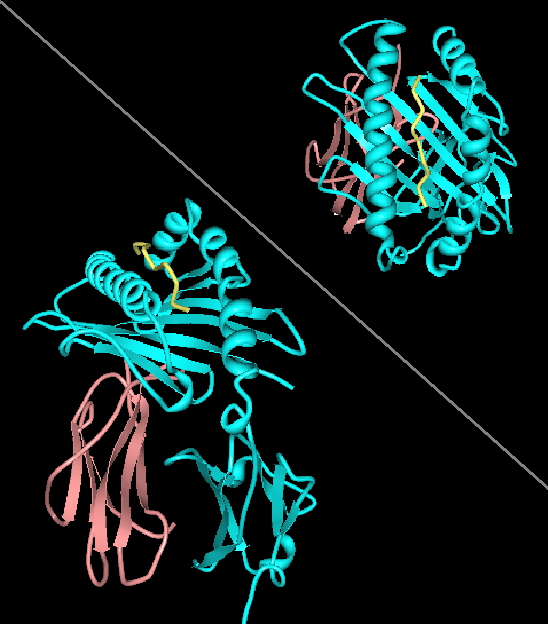

HLA-A24 هو نمط مصلي من مستضد الكريات البيضاء البشرية-أ.